# Raymundo Deyro
Raymundo Deyro (Manilla, 14 maart 1928 – 16 juli 2019) was een tennisser uit de Filipijnen. Hij wordt wel beschouwd als een van de beste Filipijnse tennisser uit de geschiedenis. Zijn beste resultaten in de grandslam-toernooien boekte hij eind jaren 40 en begin jaren 50. Zo bereikte hij in 1951 en 1952 de vierde ronde op Roland Garros. Zijn grootste succes beleefde Deyro in 1958 toen hij twee gouden medailles won op de Aziatische Spelen van 1958 in Tokio. In het enkelspel versloeg hij dat jaar in de finale zijn dubbelpartner Felicisimo Ampon. Vier jaar later tijdens de Aziatische Spelen van 1962 in Jakarta won Deyro twee zilveren medailles (in het dubbelspel en met het mannenteam).
Deyro speelde 17 jaar voor de Filipijnen in de Davis Cup en is daarmee Filipijns recordhouder met de meeste gespeelde jaargangen (17) en het meeste gespeelde aantal Davis Cup-wedstrijden (37). Daarnaast is hij samen Juan-Johnson Jose, ex aequo met enkele andere teams, het beste dubbelteam uit de geschiedenis (5 overwinningen).
In 2016 werd Deyro opgenomen in de Philippine Sports Hall of Fame.

## Resultaten grandslamtoernooien
| Legenda | Legenda                          |
| ------- | -------------------------------- |
| g.t.    | geen toernooi gehouden           |
| l.c.    | lagere categorie                 |
| –       | niet deelgenomen                 |
| G       | uitgeschakeld in de groepsfase   |
| 1R      | uitgeschakeld in de eerste ronde |
| 2R      | uitgeschakeld in de tweede ronde |
| 3R      | uitgeschakeld in de derde ronde  |
| 4R      | uitgeschakeld in de vierde ronde |
| KF      | uitgeschakeld in de kwartfinale  |
| HF      | uitgeschakeld in de halve finale |
| F       | de finale verloren               |
| W       | het toernooi gewonnen            |
| w-v     | winst/verlies-balans             |

### Enkelspel
| Australian Open | –  | –  | –  | –  | –  | –  | –  |
| Roland Garros   | –  | –  | 2R | 4R | 4R | –  | –  |
| Wimbledon       | –  | 3R | 1R | 1R | 3R | –  | –  |
| US Open         | 3R | –  | –  | –  | –  | 3R | 2R |